# 어뤄쓰족
러시아족 또는 아라사족(중국어 간체자: 俄罗斯族, 정체자: 俄羅斯族, 병음: Éluósī-zú)은 중국의 56개 민족 가운데 하나에 속하는 민족으로, 인구는 약 15,600명(2000년 인구조사 기준)이며 러시아계 중국인이라고도 부른다. 중국에 거주하는 러시아족은 중국 시민권을 갖고 있으며 거의 대부분 옛 소련과 가까운 신장 위구르 자치구에도 살고 있지만 헤이룽장성과 내몽골 자치구에도 많이 거주한다. 러시아족 거의 대부분은 러시아어를 쓴다. 거의 대부분이 러시아 정교회를 믿는다.
18세기와 19세기에 러시아제국의 청나라 정벌로 이주하는 러시아인이 많았으며 러시아 혁명 이후 급속하게 증가했다. 하지만 소비에트 연방이 세워지고 중국에 공산주의 정권이 수립되자 이들 거의 대부분은 소련이나 오스트레일리아로 이주했다.

## 같이 보기
- 러시아인